# Reliance Infrastructure
Reliance Infrastructure est une entreprise qui fait partie de l'indice boursier BSE Sensex.